# 10867 Lima
10867 Lima (1996 NX4) là một tiểu hành tinh vành đai chính được phát hiện ngày 14 tháng 7 năm 1996, bởi E. W. Elst ở Đài thiên văn Nam Âu. Nó được đặt tên cho Lima, thủ đô Peru.